# D6014 (Eure)
De D6014 is een departementale weg in het Noord-Franse departement Eure. De weg loopt van de grens met Val-d'Oise via Les Thilliers-en-Vexin, Écouis en Fleury-sur-Andelle naar de grens met Seine-Maritime. In Val-d'Oise loopt de weg als D14 verder naar Pontoise en Parijs. In Seine-Maritime loopt de weg verder als D6014 naar Rouen.

## Geschiedenis
Oorspronkelijk was de D6014 onderdeel van de N14. In 2006 werd de weg overgedragen aan het departement Eure, omdat de weg geen belang meer had voor het doorgaande verkeer. De weg is toen omgenummerd tot D6014.